# 大沽桥

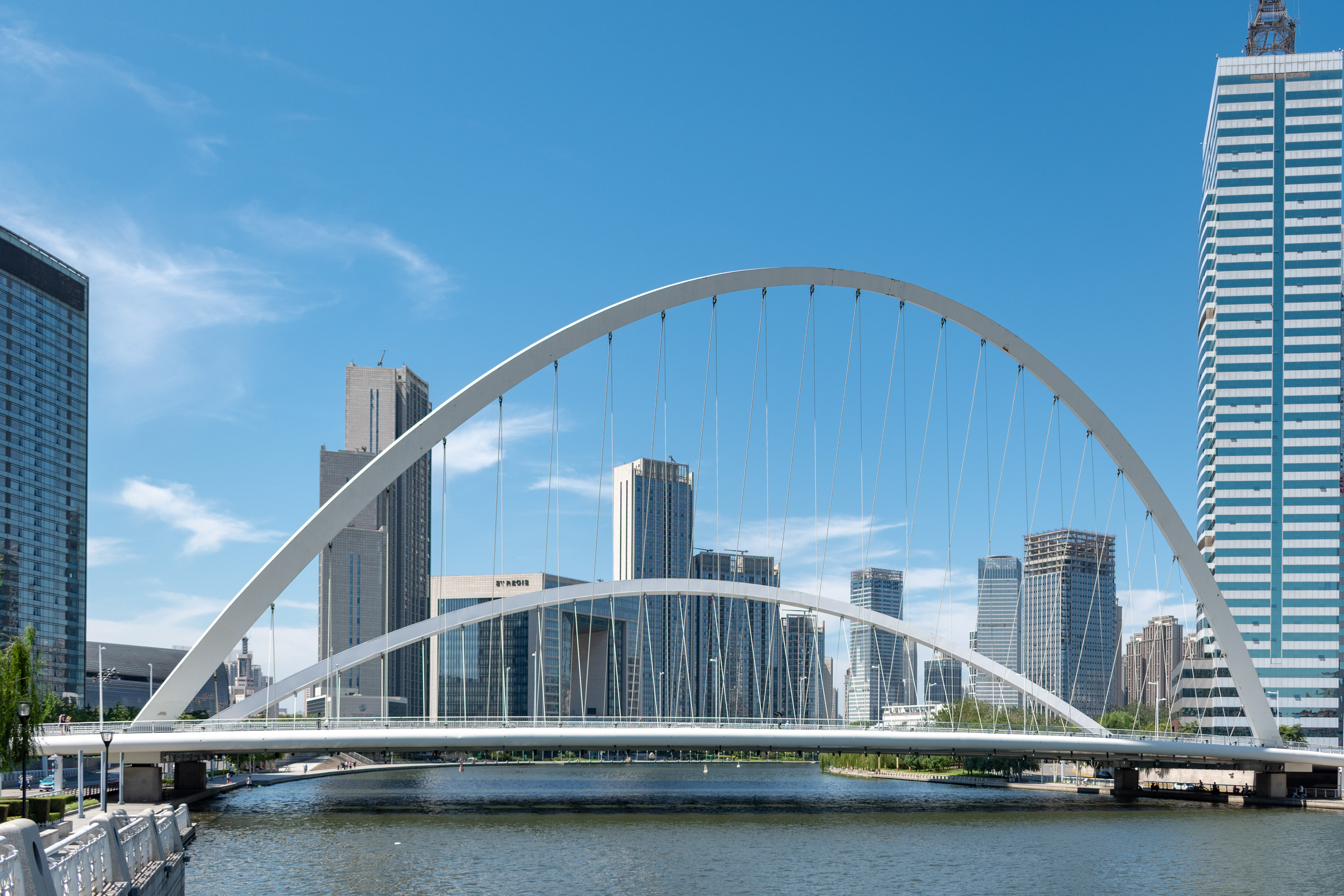
大沽桥

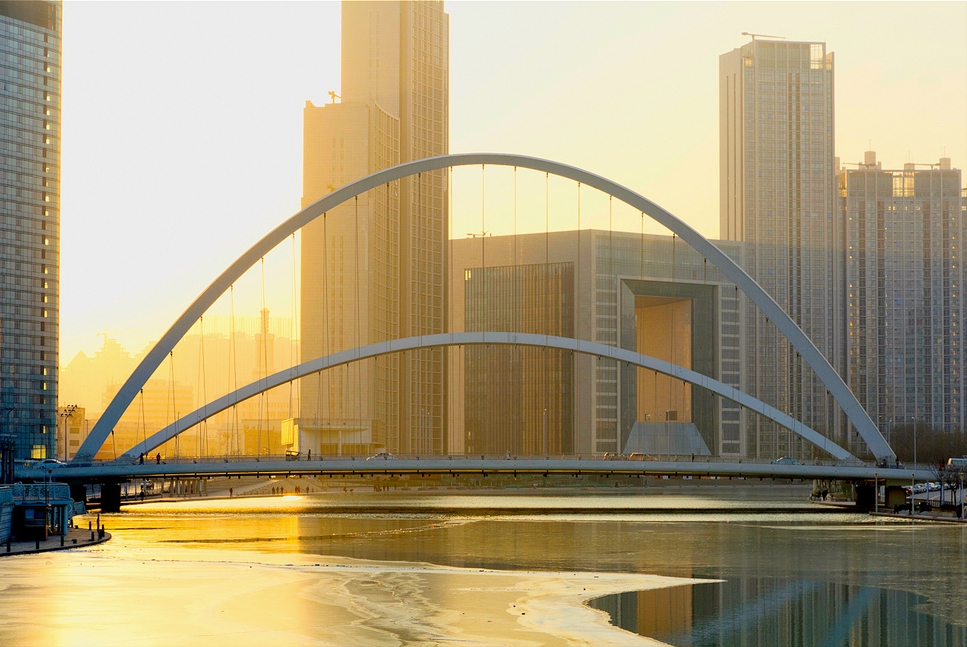
大沽桥夕照

39°07′48″N 117°11′47″E / 39.12994°N 117.19648°E大沽桥是中国天津市连接和平区大沽北路与河北区五经路的一座桥梁建筑，始建于2003年7月6日，2005年11月27日建成通车，全长154米，是天津中心城区的一条主要钢结构桥梁建筑。2006年7月6日，大沽桥获评2006年度国际桥梁大会尤金·菲戈奖。

## 历史

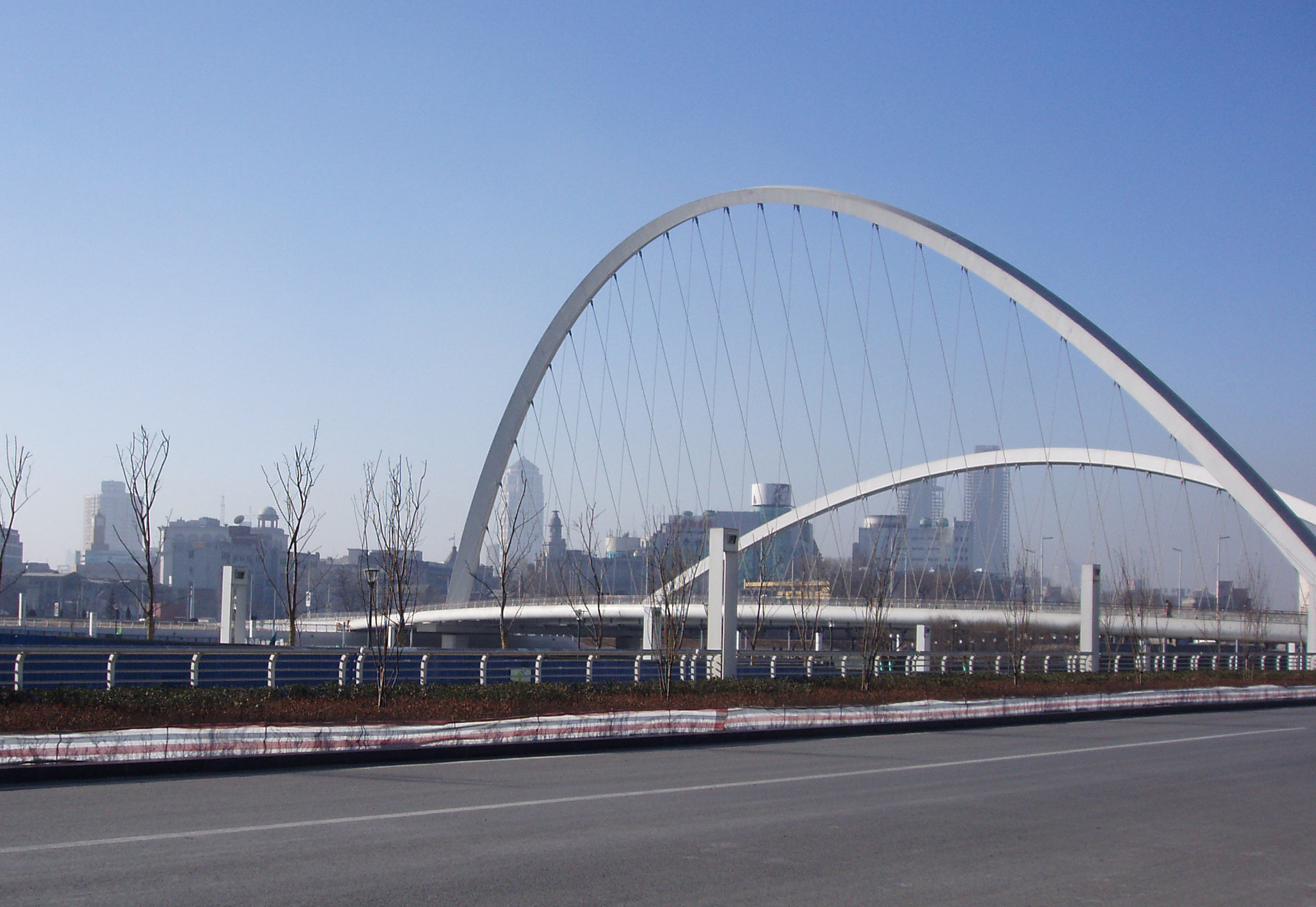
2006年刚落成的大沽桥

大沽桥在中国工程院外籍院士、桥梁大师邓文中提出设计方案的基础上由天津市城建集团城建设计院和林同炎国际公司（T.Y. LININTERNATIONAL）进行初步设计，由天津城建设计院进行施工图设计，由天津城建集团设备公司、天津城建集团三公司和天津城建集团五公司分别承担施工任务，加拿大的规划建筑设计公司（IDEALS）对大沽桥及周边地区进行了概念设计。大沽桥于2003年7月6日开工建设，是天津市人民政府海河综合开发改造工程中新建的第一座桥梁。2004年10月6日，大沽桥结束环氧沥青混凝土桥面铺装并于2005年11月27日建成通车。2006年7月6日，在美国宾夕法尼亚州匹兹堡召开的2006年年度国际桥梁大会上，大沽桥继2002年江苏省江阴长江大桥和2004年上海市卢浦大桥再次获“尤金·菲戈奖”。

## 桥梁设计

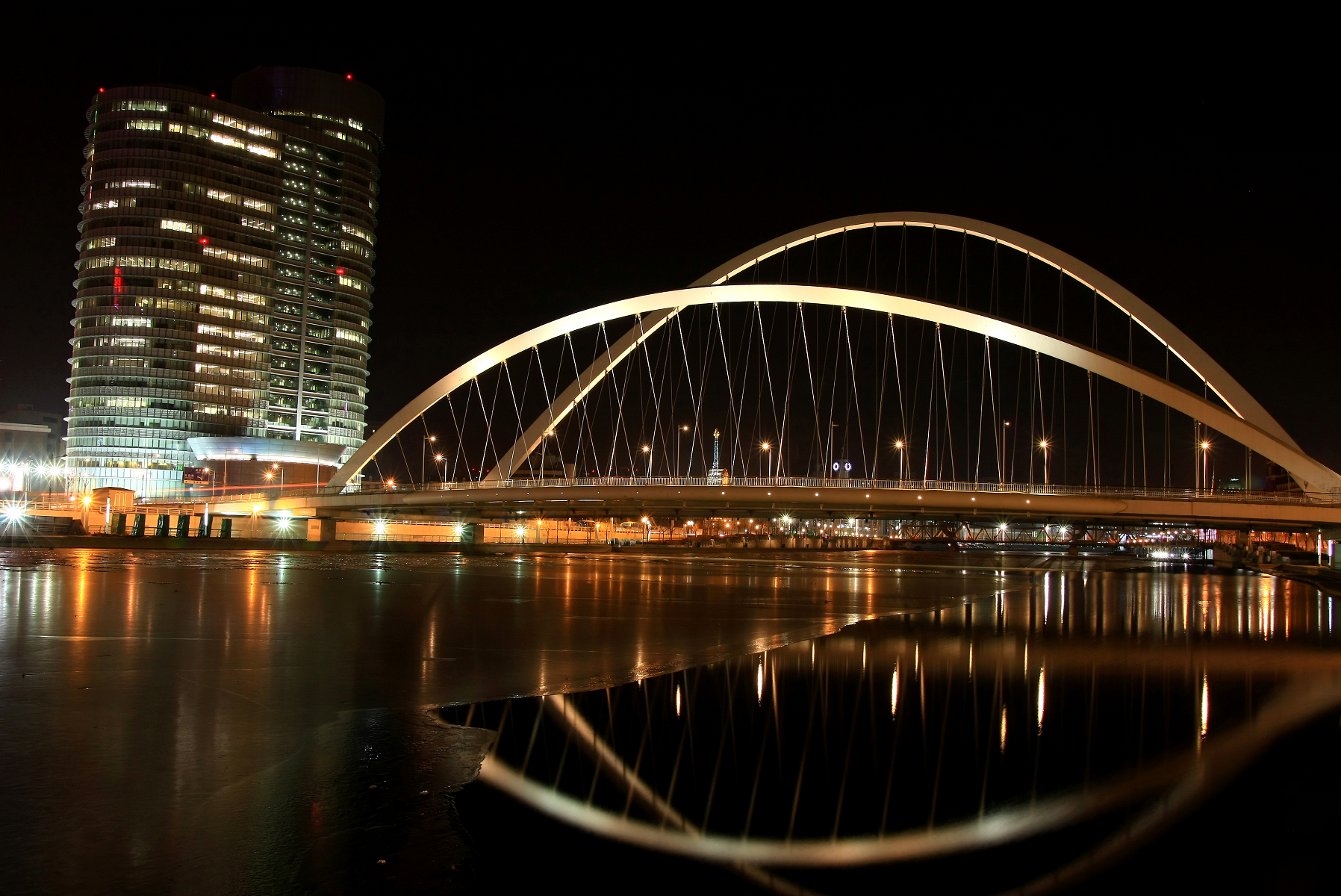
大沽桥夜景

大沽桥全长154米，桥面宽30至59米，机动车道宽24米，全桥用钢4300吨。大沽桥与海河河道正交，跨度为三跨连续梁体系，桥身主跨度梁为106米，下承式为杆拱式。大沽桥的桥梁面积为7000平方米，桥面铺装有环氧沥青混凝土。大沽桥的基本构件材料由正交异性钢桥面系、钢箱拱肋、预应力钢绞线系杆、混凝土桥墩、承台、桥台、钻孔灌注桩基础及平行钢丝束吊杆组成。大沽桥的设计构思为“日月拱”或“日月双辉拱”，由两个不对称的拱圈构成，大拱圈面向东方，象征着太阳，高39米，弧长为140米，向外倾斜度为18度，小拱圈面向西方，象征着月亮，高19米，弧长为116米，向外倾斜度为22度。大拱圈和小拱圈共由88根吊杆系于大沽桥的两侧，承载着106米主跨桥面的所有重量，和桥外伸展出的半圆观景平台相呼应，为一座“不对称外飘式联合梁系杆拱桥”。　

## 行經大沽橋之公交路线
| 行经巴士路线一览 | 行经巴士路线一览 | 行经巴士路线一览 | 行经巴士路线一览 | 行经巴士路线一览                            |
| 编号             | 路线             | 路线             | 路线             | 备注                                        |
| ---------------- | ---------------- | ---------------- | ---------------- | ------------------------------------------- |
| 9                | 天津站（A3-2）   | ⇆                | 理工大学主校区   | 经体院北 合并原 951 北段                    |
| 13               | 天津站（A3-3）   | ⇆                | 体院北公交站     |                                             |
| 24               | 西站公交站（B2） | ⇆                | 天津站（A5-3）   |                                             |
| 28               | 天津站（A2-2）   | ⇆                | 明珠花园         |                                             |
| 35               | 四号桥公交站     | ⇆                | 水上公园东门     |                                             |
| 35区             | 四号桥公交站     | ⇆                | 东风里           |                                             |
| 50               | 天津站（A5-1）   | ⇆                | 王顶堤公交站     |                                             |
| 96               | 天津站北广场     | ⇆                | 解放南路公交站   |                                             |
| 185              | 中心公园         | ⇆                | 无瑕花园公交站   |                                             |
| 186              | 天津站（A1-1）   | ⇆                | 大港老客运站     |                                             |
| 186快            | 天津站（A1-1）   | ⇆                | 大港老客运站     | 原 津港定制公交                             |
| 190              | 华兴道           | ⇆                | 静海汽车站       |                                             |
| 660              | 天津站（A2-2）   | ⇆                | 华明新家园北站   | 上下车刷卡 原一代160路改号                  |
| 760              | 天津站（A2）     | ⇆                | 胸科医院环湖医院 | 合并原 858东段                              |
| 760区            | 天津站（A2）     | ⇆                | 棉三创意园区     |                                             |
| 808              | 天津站（A3-1）   | ⇆                | 东张庄公交站     | 上下车刷卡 部分班次东张庄发复兴门地铁站终点 |
| 828              | 中心公园         | ⇆                | 乌江北里         |                                             |
| 868              | 富力津门湖公交站 | ⇆                | 徐庄子公交站     |                                             |
| 901              | 新兴路           | ⇆                | 未来城公交站     | 原为动物园～聚贤道                          |
| 953              | 天津站（A3-2）   | ⇆                | 理工大学主校区   | 经文化中心                                  |

## 周边设施
- 天津站
- 五经路隧道
- 天津意式风情区
- 天津环球金融中心
- 海河中心广场公园

## 内部链接
- 大沽
- 大沽北路
- 天津海河桥梁列表